# Giorni felici (La Rappresentante di Lista)
Giorni felici è il quinto album in studio del gruppo musicale italiano La Rappresentante di Lista, pubblicato il 25 ottobre 2024.

## Tracce
1. La città addosso – 3:26 (Veronica Lucchesi, Davide Mangiaracina)
2. Je ne t'aime pas toujours – 3:02 (testo: Veronica Lucchesi, Dario Mangiaracina, Erika Lucchesi)
3. Paradiso – 3:30 (testo: Veronica Lucchesi, Dario Mangiaracina, Erika Lucchesi, Antonio Di Martino – musica: Veronica Lucchesi, Dario Mangiaracina, Carmelo Drago, Roberto Calabrese, Kit Conway, Roberto Cammarata)
4. Giorni felici – 3:09 (testo: Veronica Lucchesi, Dario Mangiaracina, Erika Lucchesi – musica: Veronica Lucchesi, Dario Mangiaracina, Carmelo Drago, Roberto Calabrese, Enrico Lupi, Roberto Cammarata)
5. Parole d?amore – 3:31 (musica: Veronica Lucchesi, Dario Mangiaracina, Carmelo Drago, Roberto Calabrese, Enrico Lupi, Roberto Cammarata)
6. Ho smesso di uscire – 3:49 (testo: Veronica Lucchesi, Dario Mangiaracina, Erika Lucchesi – musica: Veronica Lucchesi, Dario Mangiaracina, Kit Conway)
7. Mondo – 3:54 (testo: Veronica Lucchesi, Dario Mangiaracina, Erika Lucchesi – musica: Veronica Lucchesi, Dario Mangiaracina, Enrico Lupi)
8. Karaoke – 2:46 (testo: Veronica Lucchesi, Dario Mangiaracina, Erika Lucchesi)
9. Baby baila – 3:45 (testo: Veronica Lucchesi, Dario Mangiaracina, Erika Lucchesi – musica: Veronica Lucchesi, Dario Mangiaracina, Kit Conway, Donato Di Trapani)
10. Countdown – 4:22 (testo: Veronica Lucchesi, Dario Mangiaracina, Erika Lucchesi – musica: Veronica Lucchesi, Dario Mangiaracina, Carmelo Drago, Roberto Calabrese, Enrico Lupi, Donato Di Trapani)
11. Cattivo – 2:29 (testo: Veronica Lucchesi, Dario Mangiaracina, Erika Lucchesi – musica: Veronica Lucchesi, Dario Mangiaracina, Carmelo Drago, Roberto Calabrese, Enrico Lupi, Kit Conway, Roberto Cammarata, Donato Di Trapani)

## Classifiche
| Classifica (2024) | Posizione massima |
| ----------------- | ----------------- |
| Italia            | 37                |